# Grace Unplugged
Grace Unplugged es una película de género cristiano estrenada y rodada en 2013. La película fue un éxito en especial para los amantes del cine cristiano, fue escrita por Brandon Rice y colaboración de Brad J. Silverman. Además tuvo gran elenco con los protagonistas Amanda Michalka, James Denton, Kevin Pollak, Shawnee Smith y Michael Welch. Dedicada especialmente para el ámbito familiar, tratándose básicamente de una joven de 18 años de edad, quien llegó a rechazar el deseo de su padre para que al final ella pueda convertirse en una cantante y así es donde se dirige a Hollywood en busca de fama y éxito. La película fue lanzada en los cines a partir del 4 de octubre de 2013, bajo la producción de Lionsgate Films y Roadside Attractions, contó con la Coproducción de Orion Pictures, en su primera película. La música estuvo compuesta por Jeff Lippencott y con bandas sonoras de diferentes intérpretes.

## Reflexión
Antes del estreno de la película en los cines, Michalka fue entrevistada por varios críticos y decide describir el personaje que se llevaba a cabo en la película interpretado por ella misma. Describe el viaje del personaje de tal forma en que la familia y Dios son lo más importante que el estrellato y con aquello podemos seguir adelante.
"El tema principal de la película es rodearse de personas que realmente tienen su interés en el corazón", dijo también "Creo que se puede quedar uno atrapado en lo que haga, no tiene porque ser en la industria del entretenimiento, o también en la fuerza del trabajo o lo que sea, pueden rodearse de personas que no necesariamente están mirando hacia afuera para usted desde una perspectiva piadosa, pero queremos que el dinero que usted hace o que usted usa para cosa determinada, tiene un cierto motivo que no es puro. En realidad se trata de poder rodearse con otras personas cristianas y poner a Dios en primer lugar, creo que es la parte más importante de esta historia". 
Michalka también dijo en otra ocasión a la revista Billboard, "Me encanta la película. Me encanta la forma en que resultó. Es realmente conmovedor y dulce".

## Argumento
La película comienza cuando es el cumpleaños de Gracie Trey, una niña a quien su padre, Johnny le regala una guitarra, ya que esta amaba la música y deseaba ser una cantante famosa. Gracie proviene de una familia cristiana, su padre cantaba en la iglesia Clavery situada en Birmingham y esta lo acompañaba como uno de los miembros del coro. Al cumplir los 18 años de edad, Gracie es admirada por muchos miembros de la iglesia, ya que tenía una voz muy hermosa. Su amiga Rachel le dice cuanto se lució en el canto pero Gracie no parece ser entusiasmada con cantar solo para un público pequeño. En su casa, Gracie tiene una pequeña discusión con su padre, se da cuenta de que últimamente esta joven se vuelve rebelde. Rachel, quien trabaja en una cafetería, le dice lo afortunada que es su amiga, por esta ser bella, tener una gran familia y porque está a punto de grabar un álbum de canciones, pero Gracie no quiere grabar las canciones de género cristianas, esta decidida a continuar con el estilo que a ella le parecía increíble.
Una noche, Johnny y su esposa Michelle reciben visita de los pastores de la iglesia y ve a Gracie que se dirigía al grupo de jóvenes cristianos, pero la verdad es que solo se iba al cine con unos amigos. Las discusiones entre Gracie y su padre se ven abundantes, después que llega Frank Mostin un viejo amigo de Johnny quien quiere contratarlo para lanzar un álbum en su gran compañía de música Shapphire, pero con la condición que no sea música cristiana, la razón por el cual este no acepta. Gracie al escuchar la conversación, decide grabar canciones ellas mismas tocando su guitarra y enviarlas a Frank, ya que podría haber posibilidades de que este la contrate. Un día inesperado, Johhny y Michelle ven que su hija no se encontraba en su cuarto, pero deja una nota diciendo que se marchaba a Los Ángeles, California. Allí ella de dirige a la empresa y compañía de música donde Frank le comenta sobre su futuro y sus sueños, además Gracie le expresa su encanto y fanatismo por la artista Renae Taylor quien también se encontraba en Los Ángeles. Al hospedarse en un hotel, Gracie habla con su amiga Rachel contándole todo lo sucedido, pero esta le aconseja que hable con sus padres , aunque rechaza su consejo para no provocar algún disgusto. Frank lleva a Gracie para que cante en un concierto y además allí se dirige Larry Reynolds, el dueño de la empresa de música Shapphire. Más tarde, Gracie conoce a Jay Grayson un actor de televisión famoso quien después le manda rosas cuando ella se encontraba en una entrevista.

## Reparto
- Amanda Michalka como Gracie Trey.
- James Denton como Johnny Trey.
- Kevin Pollak como Frank "Mossy" Mostin.
- Shawnee Smith como Michelle Trey.
- Michael Welch como Quentin.
- Jamie Grace como Rachel.
- Emma Catherwood como Kendra Burroughs.
- Chris Ellis como Pastor Tim Bryant.
- Rob Steinberg como Larry Reynolds.
- Kelly Thiebaud como Renae Taylor.
- Patricia francesa como Sally Benson.
- Anthony Reynolds como el padre de Quentin, Rick.
- Aimee Dunn como la madre de Quentin, Donna.
- Pia Toscano como Alyssa.
- Tiffany Campbell como Recepcionista.
- Zane Holtz como Jay Grayson.
- Madison Wolfe como Gracie niña.
- Mary Shaw como Sharon Bryant.
- Chris Tomlin como él mismo.
- Jared Lankford como Bajista.

## Música
Del sencillo de la película "All I've Ever Needed" (Todo lo que me eh necesitado), fue lanzado el 25 de junio de 2013, y alcanzó un primer puesto de música cristiana de Michalka según los críticos y más la decisión de los espectadores. Luego se le hizo una entrevista respecto a su papel en la película y e incluso las canciones y la describió "Explora los momentos que tenemos en la vida, cuando nos damos cuenta de las cosas que hemos estado persiguiendo no significa nada, si tu caminas lejos de tu fe. Espero que la gente se pueda conectar con la canción de la manera que tengo, y nos damos cuenta que a pesar de lo que pensamos, necesitamos y queremos, realmente necesitamos el amor de Dios y hemos tenido todo el tiempo...   
Capitol Christian Music, lanzó la banda sonora de la película el 27 de agosto. Aquí se incluyen las canciones de Amanda Michalka, así como los artistas cristianos, Chris Tomlin, Luminate y como el exconcursante de American Idol, Colton Dixon. Desde entonces, se llevó un gran éxito en la película y en la banda sonora, que todavía se encuentra en ventas.
Lista de canciones
1. "All I've Ever Needed" - Amanda Michalka
2. "Desert Song" - AJ Michalka
3. "You Never Let Go" featuring James Denton - AJ Michalka
4. "Misunderstood" - AJ Michalka
5. "Holding On" - Jamie Grace
6. "Our God" - Chris Tomlin
7. "Steal My Show" - TobyMac
8. "In and Out of Time" - Colton Dixon
9. "The Void" - Nine Lashes
10. "The Space Between Us" - Shawn McDonald
11. "Welcome to Daylight" - Luminate
12. "Amazing Grace" - Josh Wilson